# محمد رضا عادل خاني
محمد رضا عادل خاني (بالفارسية: محمدرضا عادلخانی)، من مواليد 13 فبراير 1947م، وهو لاعب كرة قدم إيراني سابق ومركزه مهاجم، لعب مع أندية ألمانية ونادي شاهباز وتاج الإيرانيتين، لعب مع منتخب بلاده في دورة الألعاب الآسيوية سنة 1974م، ورغم أنه تأهل منتخب بلاده في الوصول لكأس العالم 1978 والتي أستضافتها الأرجنتين، إلا أنه تعرض للإصابة فحرم فرصته للعب في كأس العالم 1978.

## روابط خارجية
- محمد رضا عادل خاني على موقع ناشيونال فوتبول تيمز (الإنجليزية)
- محمد رضا عادل خاني على موقع عالم كرة القدم.نت (الإنجليزية)